# Val-de-Saâne
Val-de-Saâne – miejscowość i gmina we Francji, w regionie Normandia, w departamencie Sekwana Nadmorska.
Według danych na rok 1990 gminę zamieszkiwało 1257 osób, a gęstość zaludnienia wynosiła 91 osób/km² (wśród 1421 gmin Górnej Normandii Val-de-Saâne plasuje się na 173. miejscu pod względem liczby ludności, natomiast pod względem powierzchni na miejscu 178.).